# Susan Sloane
Pour les articles homonymes, voir Sloane.
Susan Sloane (née le 5 décembre 1970 à Lexington) est une joueuse de tennis américaine, professionnelle du milieu des années 1980 à 1993. Elle est aussi connue sous son nom de femme mariée, Susan Sloane-Lundy.
À quatre occasions en 1988 et 1989, elle a joué le 3e tour en simple dans une épreuve du Grand Chelem, dont deux à Roland-Garros et deux à l'US Open.
Susan Sloane a remporté un tournoi WTA en simple pendant sa carrière, à Nashville en 1988.

## Palmarès

### Titre en simple dames
| No | Date       | Nom et lieu du tournoi                 | Catégorie | Dotation  | Surface    | Finaliste     | Score    |          |
| -- | ---------- | -------------------------------------- | --------- | --------- | ---------- | ------------- | -------- | -------- |
| 1  | 17-10-1988 | Virginia Slims of Nashville, Nashville | Tier V    | 100 000 $ | Dur (int.) | Beverly Bowes | 6-3, 6-2 | Parcours |

### Finale en simple dames
| No | Date       | Nom et lieu du tournoi                 | Catégorie | Dotation  | Surface    | Vainqueure        | Score    |          |
| -- | ---------- | -------------------------------------- | --------- | --------- | ---------- | ----------------- | -------- | -------- |
| 1  | 29-10-1990 | Virginia Slims of Nashville, Nashville | Tier IV   | 150 000 $ | Dur (int.) | Natalia Medvedeva | 6-3, 7-6 | Parcours |

## Parcours en Grand Chelem

### En simple dames
| Année | Open d'Australie (janvier) | Open d'Australie (janvier) | Internationaux de France | Internationaux de France | Wimbledon       | Wimbledon       | US Open         | US Open          | Open d'Australie (décembre) | Open d'Australie (décembre) |
| ----- | -------------------------- | -------------------------- | ------------------------ | ------------------------ | --------------- | --------------- | --------------- | ---------------- | --------------------------- | --------------------------- |
| 1985  | n/a                        | n/a                        | -                        | -                        | -               | -               | 1er tour (1/64) | Beverly Bowes    | -                           | -                           |
| 1986  | n/a                        | n/a                        | 2e tour (1/32)           | Rosalyn Fairbank         | 2e tour (1/32)  | Terry Phelps    | 1er tour (1/64) | Kathleen Horvath | n/a                         | n/a                         |
| 1987  | -                          | -                          | 2e tour (1/32)           | Anne Minter              | 2e tour (1/32)  | Raffaella Reggi | 1er tour (1/64) | Chris Evert      | n/a                         | n/a                         |
| 1988  | -                          | -                          | 3e tour (1/16)           | Steffi Graf              | 2e tour (1/32)  | Lori McNeil     | 3e tour (1/16)  | Arantxa Sánchez  | n/a                         | n/a                         |
| 1989  | -                          | -                          | 3e tour (1/16)           | Jo-Anne Faull            | 2e tour (1/32)  | Laura Arraya    | 3e tour (1/16)  | Barbara Paulus   | n/a                         | n/a                         |
| 1990  | -                          | -                          | 2e tour (1/32)           | Gabriela Sabatini        | 2e tour (1/32)  | Patty Fendick   | 1er tour (1/64) | Halle Carroll    | n/a                         | n/a                         |
| 1991  | -                          | -                          | -                        | -                        | 1er tour (1/64) | Catherine Suire | 1er tour (1/64) | Barbara Rittner  | n/a                         | n/a                         |
| 1992  | 1er tour (1/64)            | Rachel McQuillan           | -                        | -                        | -               | -               | 1er tour (1/64) | Nicole London    | n/a                         | n/a                         |

À droite du résultat, l’ultime adversaire.

### En double dames
N'a jamais participé à un tableau final.

## Classements WTA en fin de saison

### En simple
| Année | 1986 | 1987 | 1988 | 1989 | 1990 | 1991 | 1992 |
| Rang  | 87   | 109  | 30   | 39   | 27   | 77   | 351  |

Source : (en) « Classements de Susan Sloane », sur le site officiel du WTA Tour

### En double
| Année | 1987 | 1988 | 1989 | 1990 | 1991 | 1992 |
| Rang  | 205  | 346  | 582  | 679  | 339  | 724  |

Source : (en) « Classements de Susan Sloane », sur le site officiel du WTA Tour